# Горобець Юрій Іванович
Ю́рій Іва́нович Горобе́ць (1 червня 1947, Хоружівка - 1 березня 2021) — фізик, доктор фізико-математичних наук, професор, член-кореспондент АПНУ, заслужений діяч науки і техніки України.

## Життєпис
Народився 1 червня 1947 року у с. Хоружівка Сумської області. Закінчив Харківський університет.
У 1995—2000 заступник міністра освіти України, з 2000 — начальник департаменту Міністерства освіти і науки України.
З 06.12.2001 по 29.04.2015 — заступник директора з наукових питань Інституту магнетизму НАН України та МОН України. З 12.05.2016 — директор, Інститут магнетизму НАН України та МОН України.

## Родина
Дружина — Горобець Світлана Василівна, доктор технічних наук, фахівець у галузі магнітної фільтрації та сепарації.

## Відзнаки і нагороди
- Лауреат Республіканської премії ім. М. Островського в галузі фізики.
- Лауреат премії імені С. І. Пекаря НАН України за цикл праць «Фазові перетворення і неоднорідні структури у впорядкованих системах» (1999 у співавторстві).
- Орден «За заслуги» II ступеня (2018).